# Moira Redmond
Moira Redmond, née à Bognor Regis (Sussex, Angleterre) le 14 juillet 1928 et morte à Londres le 16 mars 2006 , est une actrice anglaise.

## Filmographie partielle

### Au cinéma
- 1962 : Freud, passions secrètes
- 1962 : La Polka des poisons
- 1964 : Meurtre par procuration
- 1964 : Quand l'inspecteur s'emmêle

### À la télévision
- 1959 : Ici Interpol : Nina (saison 1, épisode 8 : Private View)
- 1961 : Destination Danger (saison 2, plusieurs épisodes)